# SWR-Jazzpreis
Der SWR-Jazzpreis des Südwestrundfunks geht auf eine gemeinsame Stiftung eines seiner Vorgänger, des vormaligen Südwestfunks (SWF), und des Bundeslandes Rheinland-Pfalz zurück. Der seit 2009 mit 15.000 Euro dotierte Preis wurde von Joachim Ernst Berendt initiiert und erstmals 1981 vergeben.
Die Jury besteht aktuell (2019) aus je zwei Musikredakteuren des SWR (Julia Neupert, Günther Huesmann), zwei Vertretern des Landes Rheinland-Pfalz (Georg-Rudolf May, Anja Buchmann), einem Mitglied einer Jazzorganisation (Matthias Schubert, Union Deutscher Jazzmusiker) und zwei unabhängigen Musikkritikerinnen (Franziska Buhre, Nina Polaschegg). Sie ermittelt den Preisträger aus Jazz-Musikern oder -Initiativen, die während des abgelaufenen Jahres durch Auftritte oder neue Kompositionen hervorgetreten sind.

## Preisträger
- 2025; Christopher Dell, Vibrafonist[1]
- 2024; Cansu Tanrıkulu, Sängerin, Nick Dunston, Kontrabassist
- 2023: Kathrin Pechlof, Harfenistin
- 2022: Petter Eldh, Bassist
- 2021: Eva Klesse, Schlagzeugerin
- 2020: Daniel Erdmann, Saxophonist
- 2019: Liz Kosack, Keyboarderin
- 2018: Sebastian Gille, Saxophonist
- 2017: Christian Lillinger, Schlagzeuger
- 2016: Julia Hülsmann, Pianistin
- 2015: Georg Gräwe, Pianist
- 2014: Pablo Held Trio
- 2013: Hayden Chisholm, Saxophonist, Klarinettist
- 2012: Manfred Bründl, Bassist
- 2011: Rudi Mahall, Bassklarinettist
- 2010: Eric Schaefer, Schlagzeuger
- 2009: Ingrid Laubrock, Saxophonistin
- 2008: Heinz Sauer, Saxophonist, und Michael Wollny, Pianist
- 2007: Alexander von Schlippenbach, Pianist und Komponist
- 2006: Axel Dörner, Trompeter
- 2005: Frank Gratkowski, Klarinettist
- 2004: Conny Bauer, Posaunist
- 2003: Johannes Enders, Saxophonist
- 2002: Aki Takase, Pianistin
- 2001: Achim Kaufmann, Pianist
- 2000: Jens Thomas, Pianist
- 1999: Kölner Saxophon Mafia
- 1998: Nils Wogram, Posaunist und Komponist
- 1997: Joachim Kühn, Pianist
- 1996: Peter Weniger, Saxophonist
- 1995: Matthias Schubert, Saxophonist
- 1992: Michael Riessler, Klarinettist und Komponist
- 1991: Klaus König, Komponist und Posaunist
- 1990: Thomas Heberer, Trompeter
- 1989: Johannes Barthelmes, Saxophonist und Komponist/Michael Bardo Henning Pianist und Komponist
- 1988: Sibylle Pomorin, Saxophonistin
- 1987: Gebhard Ullmann, Holzbläser/Andreas Willers, Gitarrist
- 1986: Christof Lauer, Saxophonist
- 1984: Gabriele Hasler, Sängerin, Herbert Joos, Trompeter
- 1983: Rainer Brüninghaus, Keyboarder
- 1982: Initiative Kölner Jazzhaus e. V.
- 1981: Bernd Konrad, Saxophonist und Komponist